# Вельпінггаузен
Вельпінггаузен (нім. Wölpinghausen) — громада в Німеччині, розташована в землі Нижня Саксонія. Входить до складу району Шаумбург. Складова частина об'єднання громад Заксенгаген.
Площа — 18,33 км2. Населення становить 1621 ос. (станом на 31 грудня 2021).

## Галерея

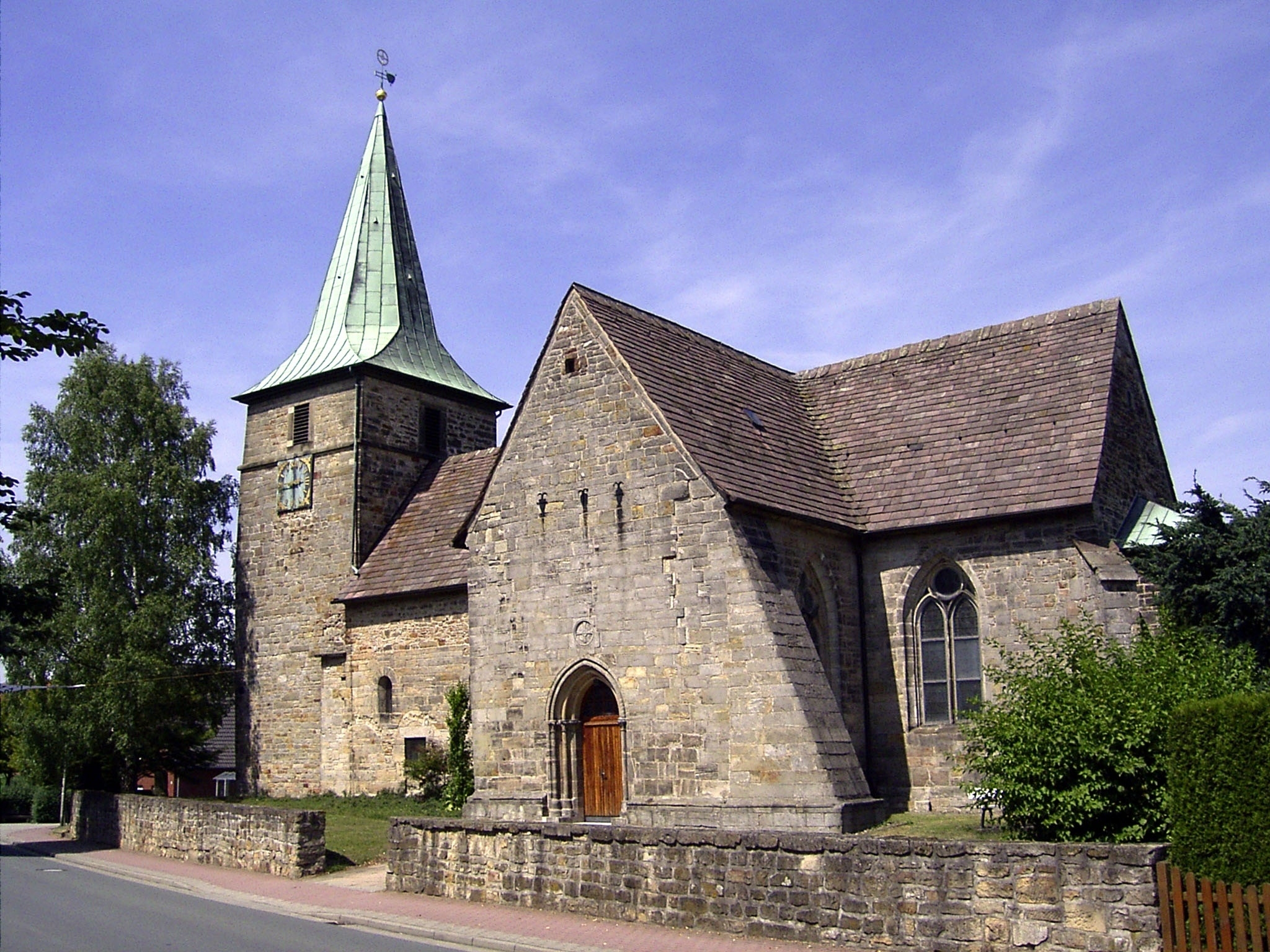
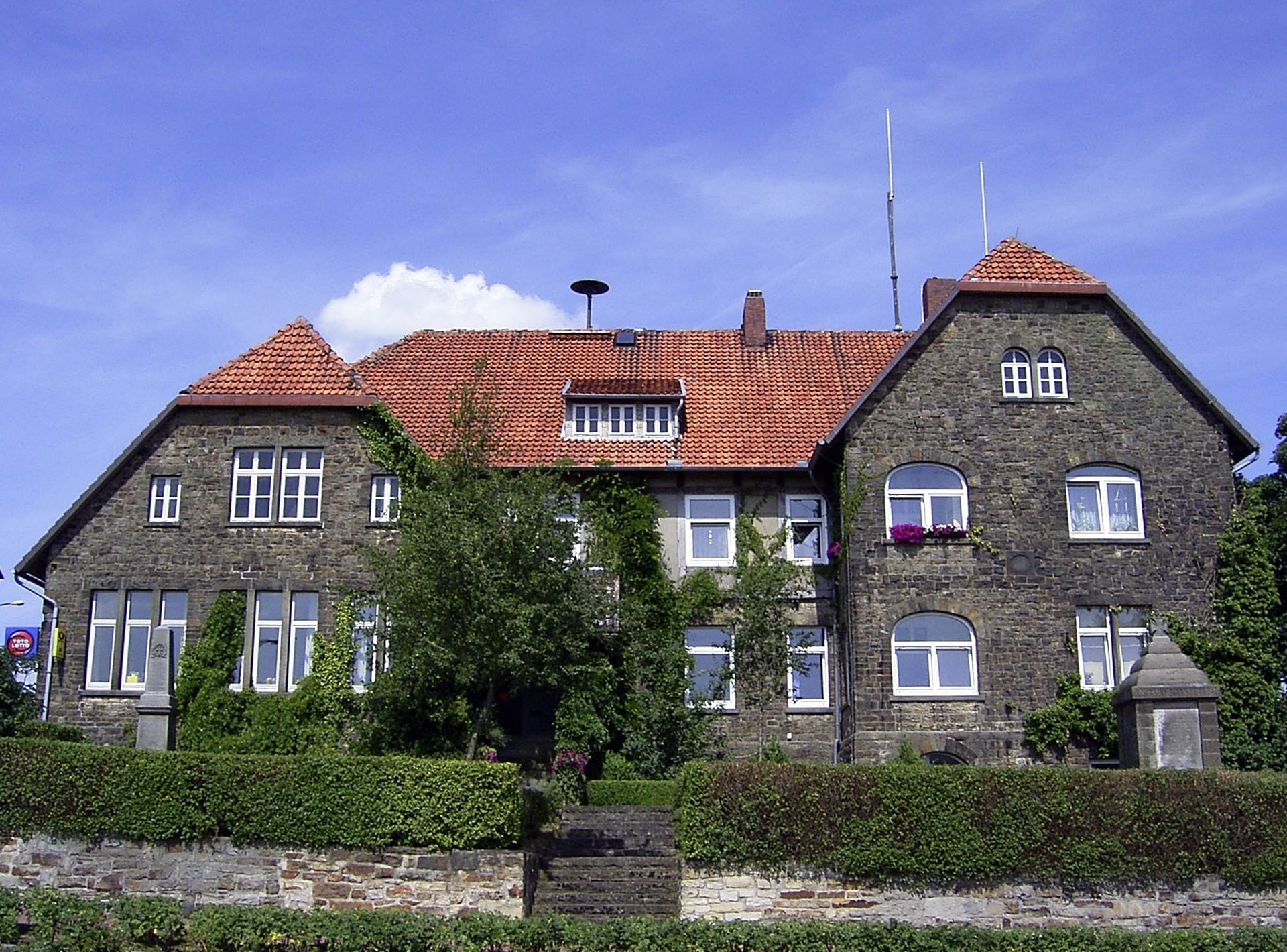